# Ернст Фридрих Карл фон Брокдорф
Ернст Фридрих Карл фон Брокдорф (на немски: Ernst Friedrich Karl Graf von Brockdorff; * 10 април 1854, Ашеберг в Шлезвиг-Холщайн; † 4 януари 1931 в Кил) е граф от род фон Брокдорф.

## Произход
Той е син на граф Конрад Фридрих Готлиб фон Брокдорф-Алефелд (1823 – 1909) и графиня София Луиза Юлиана Ернестина фон Ранцау (1829 – 1898), дъщеря на граф Кристиан Вилхелм Хайнрих фон Ранцау (1796 – 1848) и графиня Отилия Агата Луиза София фон Ревентлов (1800 – 1883). Баща му е осиновен през 1837 г. от граф Конрад Кристоф фон Алефелд (1768 – 1853) и веднага се нарича фон Брокдорф-Алефелд.

## Фамилия
Ернст Фридрих Карл фон Брокдорф се жени за Елизабет фон Ягов (* 13 декември 1861, Квицов; † 27 януари 1953, Ашеберг), дъщеря на пруския политик и юрист Юлиус фон Ягов (1825 – 1897) и Текла Мария фон Виламовиц-Мьолендорф, дъщеря на граф Хуго Фридрих Ердман Хайнрих фон Виламовиц-Мьолендорф († 1865) и графиня Аурора Мари фон Вартенслебен (1808 – 1894). Те имат трима сина:
- Конрад Юлиус Ернст фон Брокдорф-Алефелд (* 24 юни 1886, Перлеберг; † 11 януари 1959, Ашеберг/или в Ноймюнстер), юрист, немски офицер, женен на 29 януари 1913 г. за Августа фон Гаденщет (* 7 юли 1893, Фолкерсхайм; † 20 септември 1976, Ашеберг); имат един син и четири дъщери
- Валтер Курт Тило фон Брокдорф (* 13 юли 1887, Перлеберг; † 9 май 1943, Берлин), женен за Мария фон дер Остен (* 20 октомври 1891, Пенкум, Померания; † 23 октомври 1962); имат двама сина и дъщеря
- Кай Лоренц фон Брокдорф (* 4 август 1894, Преец; † 3 август 1915, Дюнабург), неженен